# Bürgermeister-Spitta-Allee

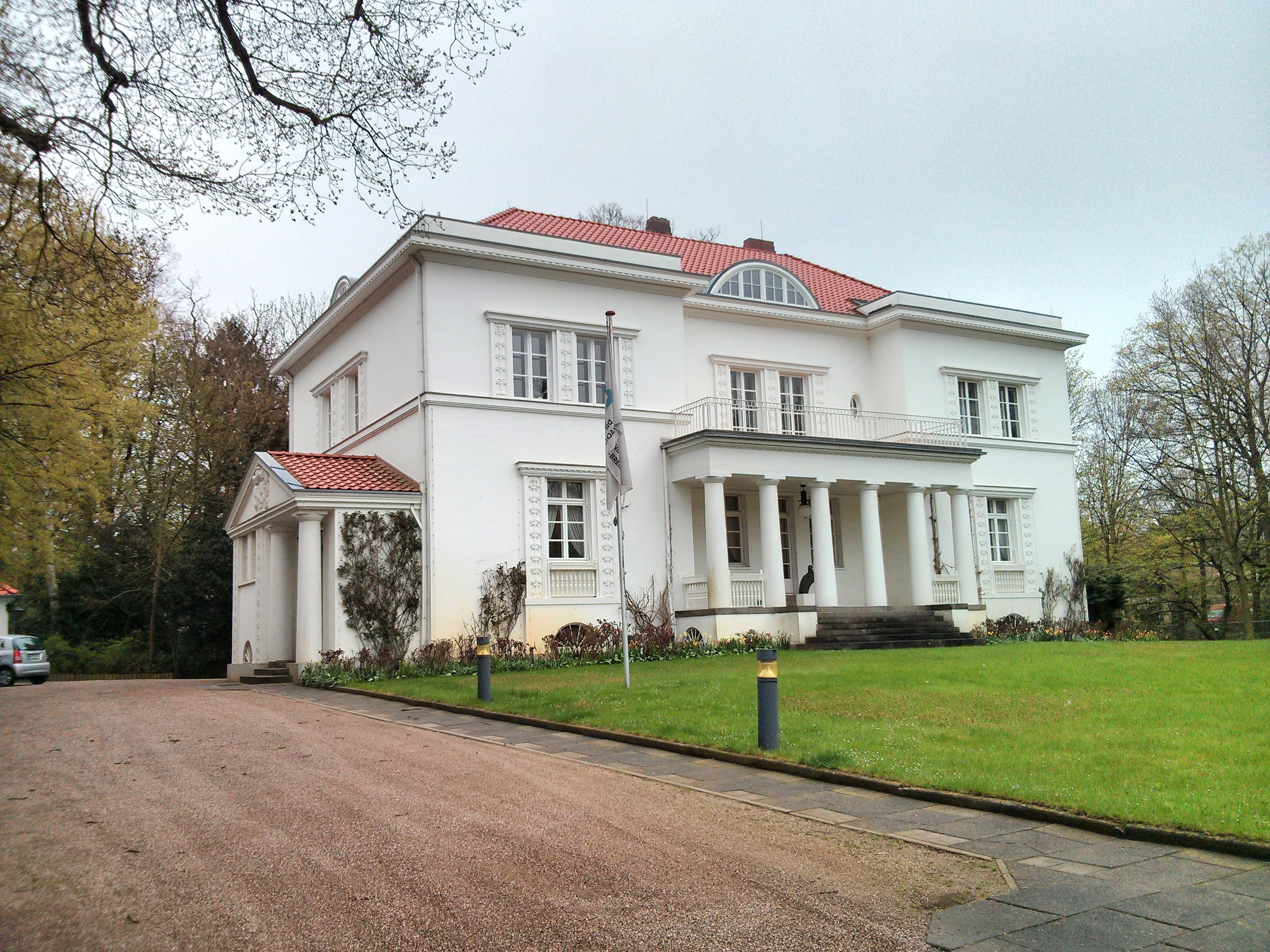
Nr. 18: Villa Bünemann

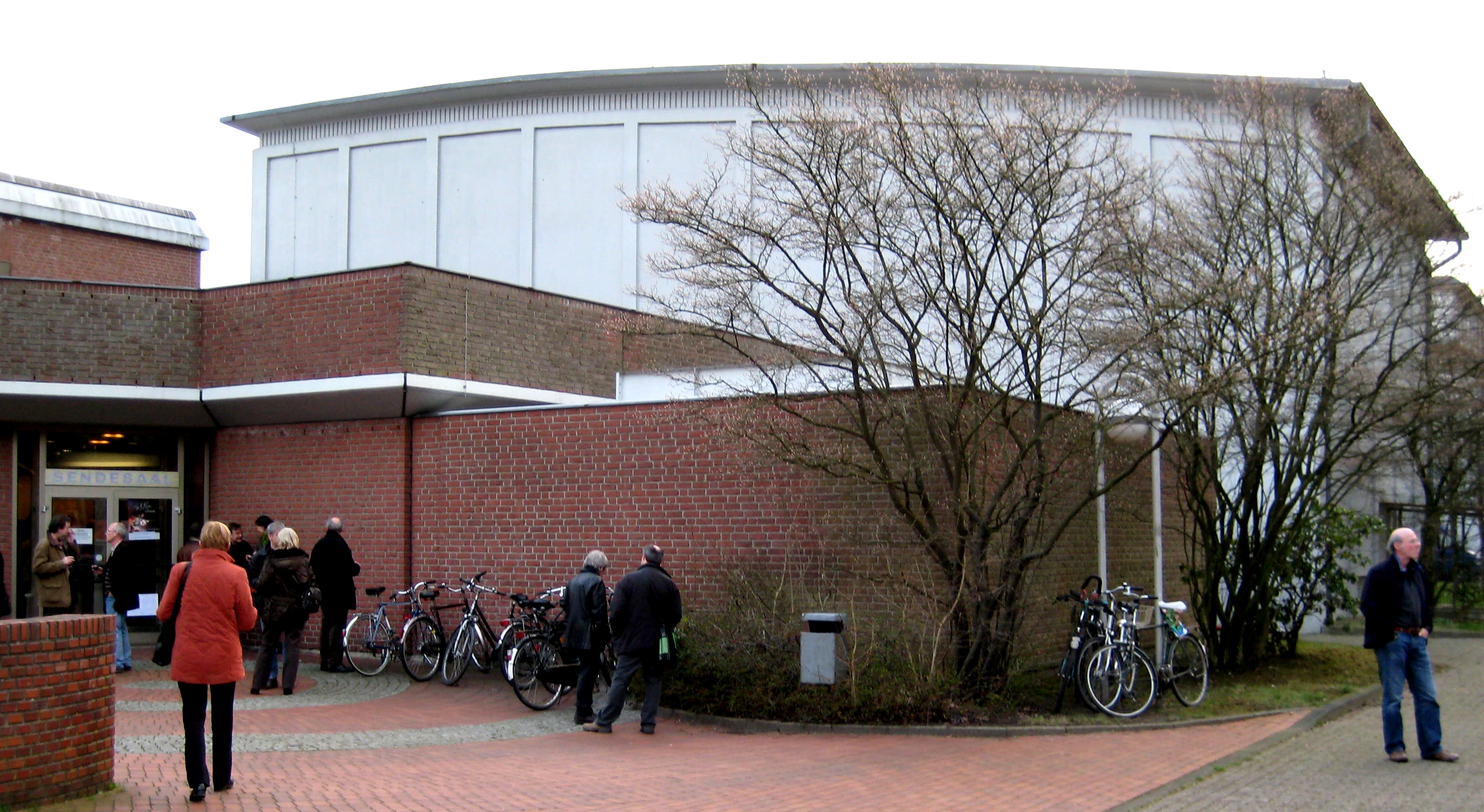
Nr. 45: Sendesaal Bremen

Die Bürgermeister-Spitta-Allee ist eine zentrale Durchgangsstraße in Bremen, Stadtteil Schwachhausen, Ortsteil Radio Bremen. Sie führt in Nord-Süd-Richtung von der Schwachhauser Heerstraße bis zur Kurfürstenallee, wo sie in die Straße In der Vahr übergeht. Die Bebauung gehört nur auf der westlichen Straßenseite zu Schwachhausen, östlich beginnen Horn-Lehe und die Vahr. 
Die Querstraßen und Anschlussstraßen wurden u. a. benannt als Schwachhauser Heerstraße nach dem Stadtteil, Kreyenhorst nach Schloss Kreyenhorst, Jacobsplatz (?), Im Wiesengrund nach einer Flurbezeichnung, Ulenhorst 1973 nach den Ulen= Eulen, Friedrich-Mißler-Straße nach dem Bremer Kaufmann (1858–1922), Bruno-Tacke-Straße 1962 nach dem Moorforscher und Bodenkundler (1861–1942), Emil-Trinkler-Straße nach dem Asienforscher (1896–1931), August-Bebel-Allee nach dem Begründer der deutschen Sozialdemokratie (1840–1913), Heinrich-Heine-Straße nach 1945 nach dem Dichter und Schriftsteller (1797–1856), Kiesselbachstraße nach dem Rechtsanwalt und Richter Wilhelm Kiesselbach (1867–1960), Heinrich-Hertz-Straße 1951 nach dem Physiker (1857–1894), Kurfürstenallee nach den ursprünglich (1257) sieben und zuletzt (1803) zehn Kurfürsten des Heiligen Römischen Reiches, die das Recht zur Königswahl hatten, Richard-Boljahn-Allee 1993 nach dem Politiker (SPD), Gewerkschafter (DGB) und Unternehmer (Gewoba Richard Boljahn (1912–1992)) und Straße In der Vahr; ansonsten siehe beim Link zu den Straßen.

## Geschichte

### Name
Die Bürgermeister-Spitta-Allee wurde um 1970 nach dem Politiker (DDP, BDV und FDP) Theodor Spitta (1873–1969) benannt. Er war von 1905 bis 1918 Mitglied der Bremischen Bürgerschaft, von 1919 bis 1933 Senator in Bremen, von 1920 bis 1928 und 1931/33 auch Bürgermeister sowie von 1945 bis 1955 Senator (Justiz) und Bürgermeister der Freien Hansestadt Bremen. Er war maßgeblicher Verfasser der Landesverfassung von 1920 und der von 1947.

### Entwicklung

#### Vor 1860 und Vahrer Fleet
Schwachhausen gehörte früher nicht zur Reichsstadt Bremen, sondern zum Erzstift Bremen. Die Grenzen des Hollerlandes wurden als Landwehr nach Süden und Südwesten um das Dorf  Osterholz am Vahrer Fleth (heute am Straßenzug Vahrer Straße – In der Vahr – Bürgermeister-Spitta-Allee zu erkennen) gesichert. Das Fleet ist hier nur zwischen der Straße In der Vahr und der August-Bebel-Allee erhalten und ansonsten verrohrt.

#### Verlegung der Straße 1894
Nur der südliche Teil der Straße folgt noch dem historischen Verlauf. Auf der Landkarte von 1860 ist zu erkennen, dass sie damals etwa 100 Meter nördlich der heutigen August-Bebel-Allee als Vahrer Weg scharf nach Osten abknickte. Die Straße Rosental begann am Vahrer Weg. Erhalten hat sich das in der Hausnummerierung des Rosental, die Nr. 1 liegt bis heute am alten Beginn der Straße, die jetzt dort eine Sackgasse ist. Der Vahrer Weg führte weiter nach Norden und knickte dann scharf nach links ab, nur dieses letzte Stück existiert noch heute, es sind die ersten 100 Meter der Marcusallee. 
Die alte Straße umfuhr das Gut Kreyenhorst östlich und somit auch das 1875 erbaute Schloss Kreyenhorst. 1894 wurde der nördliche Teil der heutigen Straße völlig neu angelegt und umfuhr das Schloss jetzt westlich. Danach wurde die alte Trasse mit dem Eingangsbereich eines Golfplatzes überbaut.

#### Ausbau und Bebauung seit 1900
Der Stadtteil Schwachhausen hat sich erst nach 1900 in diesen Bereich baulich erweitert. Sie war besiedelt mit Villen und Einfamilienhäusern. 1907 entstand das Landhaus für Dr. Smidt und 1911 die Villa Bünemann.
Mit dem Ausbau der Straßen zum Autobahn-Anschluss Vahr der A 27 in den 1950er/1960er Jahren wurde auch diese Straße vierstreifig ausgebaut. Zum Bereich zur Vahr fand nun eine bauliche Verdichtung statt. Die Straße ist geprägt durch seine Alleebäume. Der 1952 als Teil des Quartiers Radio Bremen errichtete Sendesaal Bremen blieb erhalten, obwohl alle anderen Teile dieses Quartiers um 2010 abgerissen wurden.

#### Straßennamen und Stadtteile seit 1950
Die Straße war ursprünglich ein Teil der Vahrer Straße, die von der Sebaldsbrücker bis zur Schwachhauser Heerstraße reichte. Um 1953 wurde der nördliche Teil abgetrennt und erhielt dem Namen In der Vahr. Diese Straße lag damals komplett in Horn-Lehe, wozu bis 1959 auch die Vahr gehörte. Um 1970 wurde auch davon wieder der nördliche Teil abgetrennt und erhielt den heutigen Namen. Damals lag ein Großteil der Straße in Schwachhausen. Inzwischen trennt die Straße Schwachhausen (westlich) von Horn-Lehe und der Vahr, die östlich liegen.

### Verkehr
Die Straßenbahn Bremen tangiert heute mit der Linie 4 (Arsten – Lilienthal) die Straße.
Im Nahverkehr in Bremen durchfährt die Straße in ganzer Länge die Buslinie 21 (Blockdiek ↔ Sebaldsbrück ↔ Universität-Nord), außerdem zwischen Kurfürstenallee und August-Bebel-Allee die Linie 24 (Rablinghausen ↔ Neue Vahr-Nord).

## Gebäude und Anlagen
An der Straße stehen überwiegend ein- bis dreigeschossige Gebäude. An der Westseite im südlichen Abschnitt befindet sich eine große Liegenschaft, die früher von Radio Bremen genutzt wurde, mit heute unterschiedlichster Nutzung, u. a. die Reha-Klinik am Sendesaal Bremen. In der hinteren Reihe befinden sich im Bereich der Bruno-Tacke-Straße einige Sport- und Freizeitanlagen.
Bremer Baudenkmale
- Nr. 18: 2-gesch. verputzte Villa Bünemann von 1911 nach Plänen von August Abbehusen und Otto Blendermann für den Kaufmann Friedrich Hermann Carl Bünemann.[3]
- Nr. 45: Sendesaal Bremen von 1952 nach Plänen Herbert Anker und Rolf Störmer.[4]

Erwähnenswerte Gebäude und Anlagen
- Ecke Schwachhauser Heerstraße 367: 3-gesch. neueres (nach 2000) Büro und Geschäftshaus mit Staffelgeschoss
- Nr. 13: 2-gesch. Wohnhaus mit Walmdach
- Nr. 19 bis 25: Vier 2-gesch. Villen, dahinter neuere 3- bis 4-gesch. größere Wohnhäuser
- Nr. 38: Früheres, 1987 abgebrochenes, 2-gesch. Landhaus für Dr. Smidt von 1907 nach Plänen von Hugo Wagner und Gartenplanung von Christian Roselius
- Ecke August-Bebel-Allee 1: 9-gesch. elegantes Bürohochhaus von 1975, gebaut für die IBM nach Plänen von Helmut Dierks (Hamburg)[5], heute Sitz der Zech Group, eine international agierende Unternehmensgruppe im Baubereich
- Nr. 49: 6-gesch. neues Bürohaus von nach 2010 mit Praxen und Dienstleistungsunternehmen
- Ecke Heinrich-Hertz-Straße 2 bis 50: 3-gesch. Wohnhausgruppe mit neun Gebäuden von 1952 mit Walmdächern nach Plänen von Oberbaurat Zander für die staatliche Bremer Beamten-Baugesellschaft.[6]